# Роберт Міхельс
Роберт Міхельс (9 січня 1876, Кельн — 3 травня 1936, Рим) — німецько-італійський соціолог, один із засновників політології як академічної науки. Професор університетів Турина, Базеля, Риму. Справив рішучий вплив на розвиток політичної соціології та сучасної демократії в цілому.
Його власні політичні погляди претерпіли еволюцію від спочатку крайніх лівих до партії німецьких соціал-демократів, потім до синдікалістів і нарешті до італійських корпоративістів.

## Теорія еліт
Відомий як автор так званого «залізного закону олігархії». Причини елітарності Міхельс вбачав у організаційній структурі суспільства. У праці «До соціології партійності в сучасній демократії» (1911) він доводив, що суспільство не може функціонувати без великих організацій, а керівництво такими організаціями не можуть здійснювати всі їхні члени, більшість яких є некомпетентними, пасивними й байдужими як до повсякденної діяльності організацій, так і до політики в цілому. Ефективність функціонування великих організацій потребує виокремлення керівної меншості, яка, маючи спеціальну освітньо-професійну підготовку, формулює програми, готує вибори і управляє фінансами тощо.
Основний аргумент Міхельса — це дія «залізного закону олігархічних тенденцій» у масових політичних організаціях. Закон обумовлює неможливість демократії як влади народу в цілому. Причини політичної стратифікації він пояснював тенденціями, закладеними в сутність людини, особливості політичної боротьби і специфіку розвитку організацій. Ці три тенденції сприяють тому, що демократія веде до олігархії і неминуче перетворюється в олігархію. Міхельс зазначав, коли ми говоримо «демократія» маємо на увазі «олігархія».
Феномен олігархії обумовлений, згідно з Міхельсом, психологією мас і психологією організацій, а також законами структур організацій. Поняття «мас» в нього має психологічний зміст і визначається як сукупність психічних властивостей масового обивателя — індеферентності, некомпетентності, потреби в керівництві, почутті вдячності вождям тощо. «Маси», які мають саме такі якості, не здатні самоорганізовуватись і самостійно управляти справами суспільства.
Сам же принцип організації, який є необхідною умовою керівництва «масами», веде до виникнення ієрархії влади. Керівництво організацією передбачає наявність професійної підготовки людей, ці ж люди і формують апарат. Він надає сталості організації, але разом з тим викликає переродження організованої «маси», коли вона стає заручницею апарату.

## Праці
(вибірково)
- Storia del marxismo in Italia. Compendio critico con annessa bibliografia, Rom, 1910
- Zur Soziologie des Parteiwesens in der modernen Demokratie. Untersuchungen über die oligarchischen Tendenzen des Gruppenlebens. Leipzig: Werner Klinkhardt, , 1911 (4. перевидання: Kröner, Stuttgart 1989, ISBN 978-3-520-25004-9) // «До соціології партійності в сучасній демократії»
- Probleme der Sozialphilosophie. B. G. Teubner, Leipzig 1914
- Sozialismus und Fascismus als politische Strömungen in Italien. Historische Studien. München 1925
- Soziologie als Gesellschaftswissenschaft. Mauritius, Berlin 1926
- Der Patriotismus. Prolegomena zu seiner soziologischen Analyse. München/Leipzig 1929
- Das psychologische Moment im Welthandel. Leipzig 1931
- Masse, Führer, Intellektuelle. Campus-Verlag, Frankfurt/Main, 1933
- Umschichtungen in den herrschenden Klassen nach dem Kriege. W. Kohlhammer, Stuttgart/Berlin, 1934